# قال هوز تپه
قال هوز تپه در شهرستان گنبد کاووس، بخش داشلی‌برون، روستای هوتن واقع شده و این اثر در تاریخ ۱۰ خرداد ۱۳۸۲ با شمارهٔ ثبت ۸۸۴۹ به‌عنوان یکی از آثار ملی ایران به ثبت رسیده است.